# مصطفى سهد
مصطفى سهد (مواليد 24 أغسطس 1993، في الدار البيضاء) هو لاعب كرة قدم مغربي يشغل مركز مهاجم في نادي الجيش الملكي.

## مسيرته

### مع الأندية
ولد مصطفى سهد في الدار البيضاء، وتكوّن في نادي أولمبيك اليوسفية على مستوى الهواة قبل انضمامه إلى شباب أطلس خنيفرة في الدرجة الثانية المغربية.
في 10 أغسطس 2021، انضم إلى نادي الشباب الرياضي السالمي، الذي صعد إلى الدرجة الأولى المغربية، ووقع عقدًا لمدة عامين هناك، ليُشارك في البطولة المغربية بواسطة المدرب رضوان الحيمر.
في 10 يناير 2023، في منتصف فترة الانتقالات الشتوية، عندما كان ثاني هداف في البطولة، وقّع مع الجيش الملكي. في 25 يناير، سجّل أهدافه الأولى مع النادي في البطولة وذلك ضد اتحاد طنجة (انتهت بالفوز 4-0).

## روابط خارجية
- مصطفى سهد على موقع قاعدة بيانات كرة القدم.إي يو (الإنجليزية)
- مصطفى سهد على موقع Soccerway.com (الإنجليزية)
- مصطفى سهد على موقع كووورة